# Timmy Hansen
Kenneth Timmy Hansen (Lidköping, Suecia, 21 de mayo de 1992) es un piloto de rallycross sueco que participa actualmente en el Campeonato Mundial de Rallycross de la FIA con el Team Hansen, donde corre junto a su hermano menor Kevin Hansen. 
Su padre es el 14 veces campeón europeo de Rallycross Kenneth Hansen, su madre es la ganadora de la ERA European Cup 1994 (Grupo N hasta 1400cc) Susann Hansen, y su hermano Kevin Hansen es su compañero de equipo y campeón europeo. 

## Biografía
En 2014, Hansen corrió junto con el bicampeón de Europa de rallycross Timur Timerzyanov en el equipo de su padre en la temporada inaugural de World RX. Hansen consiguió una victoria y otros tres podios en la temporada 2014 del Campeonato del Mundo de Rallycross de la FIA y terminó el año con 199 puntos y el cuarto lugar en la clasificación del campeonato, mientras que Timerzyanov terminó en séptimo con un podio.
Para la temporada 2015, Hansen corrió junto a Davy Jeanney para el equipo Team Peugeot-Hansen con su nuevo Peugeot 208 WRX. Hansen se llevó tres victorias y cinco podios en su camino al segundo lugar en el campeonato detrás de Petter Solberg.
Para 2016, Hansen corrió con el 9 veces campeón mundial de rally Sébastien Loeb en el Hansen Motorsport. Jeanney se trasladó al segundo equipo el Peugeot Hansen Academy, junto con el hermano menor de Timmy, Kevin. Ganó una carrera y acumuló seis podios, lo que lo colocó en el sexto lugar en la clasificación general.
En 2017, Hansen corrió junto a Loeb y su hermano Kevin. Consiguió cuatro podios pero ninguna victoria y terminó la temporada en la quinta posición en la general.

## Palmarés

### Resultados en el Campeonato de Europa de Rallycross

#### Supercar
| Año  | Equipo                    | Auto        | 1     | 2      | 3     | 4     | 5     | 6     | 7     | 8      | 9      | 10  | ERX | Pts |
| ---- | ------------------------- | ----------- | ----- | ------ | ----- | ----- | ----- | ----- | ----- | ------ | ------ | --- | --- | --- |
| 2012 | Citroën Hansen Motorsport | Citroën DS3 | GBR   | FRA    | AUT   | HUN   | NOR   | SWE   | BEL   | NED    | FIN 5  | GER | 24º | 12  |
| 2013 | Citroën Hansen Motorsport | Citroën DS3 | GBR 3 | POR 11 | HUN 1 | FIN 3 | NOR 9 | SWE 3 | FRA 8 | AUT 10 | GER 13 |     | 3º  | 145 |

### Resultados en el Campeonato Mundial de Rallycross

#### Supercar
| Año  | Equipo               | Auto            | 1      | 2       | 3     | 4     | 5      | 6     | 7      | 8     | 9      | 10     | 11     | 12     | 13    | WRX | Pts |
| ---- | -------------------- | --------------- | ------ | ------- | ----- | ----- | ------ | ----- | ------ | ----- | ------ | ------ | ------ | ------ | ----- | --- | --- |
| 2014 | Team Peugeot-Hansen  | Peugeot 208 T16 | POR 8  | GBR 11  | NOR 6 | FIN 9 | SWE 11 | BEL 2 | CAN 7  | FRA 3 | GER 6  | ITA 1  | TUR 2  | ARG 4  |       | 4º  | 199 |
| 2015 | Team Peugeot-Hansen  | Peugeot 208 WRX | POR 3  | HOC 3   | BEL 8 | GBR 8 | GER 3  | SWE 2 | CAN 7  | NOR 1 | FRA 1  | BAR 3  | TUR 1  | ITA 7  | ARG 6 | 2º  | 275 |
| 2016 | Team Peugeot-Hansen  | Peugeot 208 WRX | POR 9  | HOC DSQ | BEL 7 | GBR 3 | NOR 2  | SWE 3 | CAN 1  | FRA 8 | BAR 2  | LAT 3  | GER 11 | ARG 13 |       | 6º  | 178 |
| 2017 | Team Peugeot-Hansen  | Peugeot 208 WRX | BAR 5  | POR 4†  | HOC 3 | BEL 2 | GBR 6  | NOR 5 | SWE 4  | CAN 6 | FRA 6  | LAT 9‡ | GER 2  | RSA 2  |       | 5º  | 201 |
| 2018 | Team Peugeot Total   | Peugeot 208     | BAR 7  | POR 6   | BEL 3 | GBR 8 | NOR 5  | SWE 4 | CAN 2  | FRA 5 | LAT 5‡ | USA 6‡ | GER 7  | RSA 6  |       | 6º  | 192 |
| 2019 | Team Hansen MJP      | Peugeot 208     | ABU 13 | BAR 1   | BEL 4 | GBR 1 | NOR 6  | SWE 6 | CAN 13 | FRA 1 | LAT 1  | RSA 4  |        |        |       | 1º  | 211 |
| 2020 | Team Hansen          | Peugeot 208     | SWE 6  | SWE 11  | FIN 3 | FIN 5 | LAT 3  | LAT 4 | BAR 1  | BAR 2 |        |        |        |        |       | 3º  | 163 |
| 2021 | Hansen World RX Team | Peugeot 208     | BAR 2  | SWE 1   | FRA 1 | LAT 2 | LAT 3  | BEL 4 | POR 2  | GER 5 | GER 4  |        |        |        |       | 2º  | 217 |

* Temporada en curso.

† 10 puntos de campeonato deducidos por el uso de un neumático no registrado en Q3.

‡ Quince puntos de campeonato deducidos por el uso de un cuarto motor en el campeonato.

| Predecesor: Johan Kristoffersson | Campeón Mundial de Rallycross 2019 | Sucesor: Johan Kristoffersson |